# Polisen i Norge
Norges polisväsende (norska: Politi- og lensmannsetaten) är uppdelad i Politidirektoratet (POD) (motsvarigheten till Polismyndigheten i Sverige) och Politiets sikkerhetstjeneste (PST) (säkerhetspolisen, motsvarigheten till Säpo i Sverige), och är underordnad Justis- och beredskapsdepartementet (motsvarigheten till justitiedepartementet i Sverige). 

## Organisation
Myndighetens verksamhet är indelad i 12 polisdistrikt och 5 nationella specialstyrkor, plus Politiets fellestjenester och Politiets IKT-tjenester. Under polisdistrikten finns det sammanlagt 224 polisstationer. Polisdistrikten är indelade i sammanlagt 303 länsmansdistrikt. År 2006 fanns det ca 12 000 polisanställda i Norge.
Utanför polisdistrikten fungerar:
- Kripos, motsvarigheten till Finlands centralkriminalpolisen och Sveriges rikskriminalpolisen.
- Utrykningspolitiet (UP) motsvarigheten till den tidigare rörliga polisen i Finland. Det finns fem Utrykningspolitidistrikt.
- Økokrim
- Politiets utlendingsenhet
- Politihøgskolen
- Politiets fellestjenester
- Politiets IKT-tjenester

## Beväpning
Polisen i Norge är en av de få poliskårer i världen som i huvudsak uppträder obeväpnad, deras vapen förvaras på polisstationen eller i plomberad ask i polisbilen.